# 15号族
15号族（15ごうぞく）はサラブレッドの牝系（母系）のひとつ。イギリスクラシック勝利数は9勝で、15号族という比較的小さい番号が振られているが、活躍馬は19世紀中ごろまでに集中しており現在勢力は極めて小さい。日ごろ見かけることの少ない牝系である。日本にも子孫は殆ど入ってきておらず、大競走の勝ち馬は皆無、スルガスンプジョウが1970年代に重賞を3勝したほかはアエロプラーヌがいた程度であった。しかし2008年牡馬クラシック路線にてスマイルジャック（アエロプラーヌの全妹カイウンテンシの孫）が日本ダービー2着、重賞3勝をあげる活躍を見せた。2010年代には再び活躍馬が散見されるようになっており、欧州でウィンター（Winter）やデフォー（Defor）がG1競走に優勝、2020年には日本でもダノンザキッドがホープフルステークスを制してG1馬となった。
牝祖はロイヤル・メア（Royal Mare、グレーホワイノットの母とも呼ばれる）。
- セリマ（Selima、1746年・英）は21号族として扱う。詳細は21号族参照。

## 牝系図
- Royal Mare -- F-No.15
  - Whynot Mare（Whynot）
    - Castaway Mare（Castaway）
      - Dimple Mare（Dyer's Dimple）
        - Crab Mare（Crab）
          - Charlotte（1756, Blank）
            - Syphon Mare（1772, Syphon）
              - Violet（1787, Shark）
                - Tooee（1799, Buzzard）
                  - Vourneen（1810, Sorcerer）
                    - Mrs. Fly（1823, Walton）
                      - Gitana（1828, Tramp）
                        - The Wryneck（1842, Slane） -- F-No.15-b

  - Grey Whynot（Whynot）
    - Points（St. Victor's Barb）
      - Flying Whigg（1715, Williams's Arabian）
        - Little Hartley Mare（1727, Bartlet's Childers）
          - Miss Meredith（1751, Cade）
            - Shepherd's Crab Mare（1760, Shepherd's Crab）
              - Snap Mare（1767, Snap）
                - Highflyer Mare（1786, Highflyer）
                  - Eaton Lass（1793, Pot 8o's）
                    - Sir Peter Teazle Mare（1801, Sir Peter Teazle）
                      - Vesta（1823, Governor）
                        - Venus（1832, Langar） -- F-No.15-a

        - Large Hartley Mare（1729, Hartley's Blind Horse）
          - Hip Mare（1733, Hip）
            - Regulus Mare（1753, Regulus） -- F-No.15-d

          - Selima（1746, Godolphin Arabian） -- F-No.15-c→後にF-No.21に変更